# Romolo Briglia
Romolo Briglia (Massa Apuania, 10 settembre 1912 – Gondar, 8 luglio 1938) è stato un militare italiano, insignito della medaglia d'oro al valor militare alla memoria nel corso delle grandi operazioni di polizia coloniale in Africa Orientale Italiana.

## Biografia
Nacque a Massa Apuania il 10 settembre 1912, figlio di Onorato e Fernisia Baldassari. 
Conseguito il diploma presso l'Istituto d'arte di Massa, si arruolò nel Regio Esercito e nel novembre 1933 venne ammesso alla Scuola allievi ufficiali di complemento di Milano uscendone con il grado di sottotenente nel giugno 1934, assegnato al 3º Reggimento bersaglieri. Presentatosi al reggimento nel febbraio dell’anno successivo, pochi mesi dopo, nel giugno, partiva con il reggimento mobilitato per l'Africa Orientale sbarcando a Massaua, in Eritrea, il 26 dello stesso mese. Dopo avere partecipato alla guerra d'Etiopia fin dall'inizio delle ostilità, chiese di rimanere in Africa Orientale Italiana e nell'agosto 1936 fu trasferito in servizio nel Regio corpo truppe coloniali d'Eritrea. Assegnato al XXVII Battaglione coloniale gli venne affidato il comando di una compagnia, con la quale prese parte per circa due anni a numerose azioni di grande polizia coloniale. Rimasto gravemente ferito nel ciclo operativo del 23-28 giugno, si spense dieci giorni dopo presso l'ospedale militare territoriale di Gondar. Con Regio Decreto 5 dicembre 1940 del fu insignito della medaglia d'oro al valor militare alla memoria. Una via di Massa porta il suo nome.

### Fonti
1. 1 2 3 4 5  Combattenti Liberazione.
2. 1 2 3 4  Gruppo Medaglie d'Oro al Valor Militare 1965, p. 311.
3. ↑   Medaglia d'oro al valor militare, su quirinale.it, Quirinale. URL consultato l'11 luglio 2021.